# Donja Orovica
Donja Orovica (em cirílico: Доња Оровица) é uma vila da Sérvia localizada no município de Ljubovija, pertencente ao distrito de Mačva, na região de Podrinje Azbukovica. A sua população era de 310 habitantes segundo o censo de 2011.

## Demografia
| 1948 | 1953  | 1961 | 1971 | 1981 | 1991 | 2002 | 2011 |
| ---- | ----- | ---- | ---- | ---- | ---- | ---- | ---- |
| 963  | 1 019 | 959  | 797  | 682  | 554  | 424  | 310  |